# Balla György (politikus)
Balla György (Szolnok, 1962. augusztus 11. –) magyar bányamérnök, mérnök-közgazdász, politikus; 1998. június 18. óta a Fidesz – Magyar Polgári Szövetség országgyűlési képviselője.

## Családja
Édesapja és édesanyja pedagógusként dolgozott. Balla György nővére háziorvos vidéken. Balla György nős, felesége Birinyi Beáta tanítónő. Két gyermekük van, György és Mátyás.

## Életrajza
A József Attila Tudományegyetem Ságvári Endre Gyakorló Gimnáziumában érettségizett 1981-ben. 1987-ben a Nehézipari Műszaki Egyetem Bányamérnöki Karán okleveles bányamérnök végzettséget szerzett. 1990-ben, szintén a Nehézipari Műszaki Egyetemen mérnök-közgazdász abszolutóriumra tett szert.
Balla György 1989 óta foglalkozik a politikával, amikor Orbán Viktorral közösen megalapították a Fidesz – Magyar Polgári Szövetség szolnoki regionális szervezetét.  1990-ben és 1994-ben a párt megyei kampányfőnöke. 1991-től 1992-ig a szolnoki Fidesz-szervezet ügyvivője és az országos tanács elnökségi tagja. 1992 és 1995 között a szolnoki pártiroda vezetője. 1995-től a párt szolnoki, 1996-tól pedig a megyei szervezet alelnöke. A politikus 1990 és 2005 között tagja Szolnok Megyei Jogú Város Önkormányzatának. 2010 és 2014 között pedig Szolnok város alpolgármesterévé választották. Balla György 2010-től a Fidesz - Magyar Polgári Szövetség frakcióvezető-helyettese és a párt frakcióigazgatója.